# فليفل
فليفل قرية سورية تتبع ناحية كفرنبل في منطقة معرة النعمان في محافظة إدلب. بلغ عدد سكانها 243 نسمة في عام 2004 حسب إحصاء المكتب المركزي للإحصاء.